# A Kínai Köztársaság űrkutatása
A Kínai Köztársaság űrkutatása. Az űrkutatásban, a világűrből végzett szolgáltatások széles nemzetközi együttműködéseket alakítanak ki. A kormányok egyre jobban igyekeznek biztosítani a gyors kapcsolatteremtés, adattovábbítás és vétel lehetőségeit, elősegítve a társadalom fejlődését. Tajvan üzleti alapú gazdasági szerepvállalásával nyílt lehetőség a szingapúri kommunikációs műhold pályára állatására.

## Történelme
Nemzeti Űrkutatási Szervezet (National Space Organization – NSPO) és a Nemzeti Alkalmazott Kutatási Laboratórium 2014. március 26-án a Gio-Pern Base Pintung megyében kialakított rakétalőtérről elindította az SR9 jelzésű rakétát, melynek legfontosabb hasznos terhe az ionoszféra kutatást végző műszerállomány.

## Rakéták

### SR9
2013. december 31-én egy egyfokozatú amerikai föld-levegő rakéta módosított (polgári) változatát az Amerika területén található Wallops-szigetről indították. A műszeregység szuborbitális repülést végezve teljesítette feladatát. Az ionoszféra kutatás érdekében egy kamerát, plazma és elektron sűrűség mérésének eszközeit, valamint a működéséhez szükséges telemetriai egységet helyezték el a rakéta tetején elhelyezett platformra. Az energia ellátását kémiai akkumulátorok biztosították. 286 kilométer magasságban, mintegy 1600 kilométeres területről készített felvételeket. GPS rendszer segítségével követték az űreszköz pozícióját. Csúcsmagasságát elérve visszazuhant az óceánba. A mérési eredményeket a Nemzeti Központi Egyetem (NKE) munkatársai értékelték. További, hasonló tartalmú kutatási feladatokat az SR5 és SR7 küldetésekkel végezetek.
Az űrkutatási feladatok eredményeit értékelő (vevőállomás) tudományos munkacsoportot 42 felső- és középfokú diák látogathatta meg, népszerűsítve a világűrkutatást.

## Műholdak
ST–1 Tajvan és Szingapúr első közösen pályára állított, üzleti alapon működtetett kommunikációs műhold.